# Шабівська сільська територіальна громада
Шабівська сільська територіальна громада — територіальна громада в Україні, у Білгород-Дністровському районі Одеської області, створена рішенням облради від 5 травня 2017 року в рамках адміністративно-територіальної реформи 2015—2020 років. Населення громада складає 14 522 осіб, адміністративний центр — село Шабо.
Громада утворена в результаті об'єднання Шабівської, Бритівської, Салганської і Софіївської сільських рад.

Перші вибори відбулися 29 жовтня 2017 року.

## Склад громади
До громади увійшли селище Прибережне і 13 сіл:
- Абрикосове
- Авидівка
- Адамівка
- Біленьке
- Благодатне
- Бритівка
- Вигон
- Польове
- Привітне
- Салгани
- Софіївка
- Черкеси
- Шабо